# البطولة الوطنية المجرية للسيدات 1965
البطولة الوطنية المجرية للسيدات 1965 (بالمجرية: 1965-ös magyar női kézilabda-bajnokság) هو موسم من البطولة الوطنية المجرية للسيدات. فاز فيه Budapesti Spartacus SC (women's handball) ‏.